# کریستی تولیور
کریستی تولیور (انگلیسی: Kristi Toliver؛ زادهٔ ۲۴ ژانویهٔ ۱۹۸۷) بازیکن بسکتبال اهل ایالات متحده آمریکا است.